# St. Laurentius (Chodov)
Die katholische Pfarrkirche St. Laurentius (tschechisch Kostel svatého Vavřince) in der tschechischen Stadt Chodov (deutsch Chodau) ist ein geschütztes Baudenkmal.

## Geschichte

### Vorgängerbau
Die heutige Kirche hat mehrere Vorgängerbauten vorzuweisen. Im Zuge der Gründung und Kolonisation Chodaus durch deutsche Siedler erbauten Mönche des Zisterzienserklosters Waldsassen Ende des 12. Jahrhunderts im Ortszentrum eine hölzerne Kirche die später durch einen gotischen Steinbau ersetzt wurde. Das Patronatsrecht besaß bis 1348 der Abt des Klosters Waldsassen. Sicher belegt ist das Gotteshaus erst seit Mitte des 14. Jahrhunderts, als sie bereits den Charakter einer Pfarrkirche besaß.
Im 16. Jahrhundert zerfiel das Dorf in zwei Hälften mit separaten Verwaltungseinheiten. Die Kirche und Pfarrei lag in Unter-Chodau. Eingepfarrt waren außer Chodau noch Münchof, Hunischgrün, Granesau, Wintersgrün, Stelzengrün, Braunsdorf und Pechgrün. Mit der Reformation ließ der Grundherr einen lutherischen Prediger einsetzen, 1553 war es Andreas Lang. Nach der Schlacht am Weißen Berg wurde die Kirche rekatholisiert und erhielt 1626 mit Adam Sustius wieder einen katholischen Geistlichen. Die Pfarrstelle war zunächst nicht dauerhaft besetzt und die Häuser nach dem Dreißigjährigen Krieg teilweise verlassen. 1651 lebten in Unter- und Ober-Chodau insgesamt 124 Katholiken und 9 Protestanten.
Die Kirche wurde 1654 durch einen Blitzeinschlag zerstört. Laut der Pfarrchronik war die Hitze so stark, dass die Glocken schmolzen und das Mauerwerk zusammenbrach. Der Grundherr Johann Wilhelm von Plankenheim ordnete vier Jahre später an gleicher Stelle einen Neubau an. Die noch heute erhaltene Glocke lieferte der Pilsner Glockengießer Melchior Matthias Michelin. Die Orgel wurde 1667 aus St. Joachimsthal bezogen. Von 1695 bis 1700 wurde der Glockenturm von Grund auf neu gebaut. Schon bald entsprach die zu klein gewordene Kirche nicht mehr den Anforderungen der wachsenden Pfarrgemeinde. Anfang des 18. Jahrhunderts beklagte der Pfarrer Michael Hönig bei seinem Amtsantritt den schlechten Bauzustand.

### Neubau
Ursprünglich plante der Kirchenpatron Franz Flamm von Plankenheim den Bau einer Wallfahrtskirche um seine 1718 von Papst Clemens XI. erhaltenen Reliquien, darunter ein Kreuzpartikel und Knochenfragmente des heiligen Laurentius, aufzunehmen. Als Stelle wählte man einen Hügel über dem alten Friedhof. Am 23. Juli 1725 wurde der Grundstein gelegt. Als Baumeister fungierte Wolfgang Braunbock, der auch den Neubau der Pfarrkirche St. Wenzel in Elbogen leitete. Am Bau beteiligt waren die Tischler Laurenz Jeckel aus Luck und Bartel Scharf aus Bernklau, seit 1733 der Tischlermeister David Schmidt aus Elbogen. Nach dem Tode des Baumeisters 1729 führte sein Sohn Hans Andreas Braunbock das Vorhaben weiter.
Die Kirche wurde auf einem instabilen Lehmuntergrund errichtet, was sich negativ auf die Statik auswirkte. Aus Geldmangel mussten die Bauarbeiten zeitweise ruhen. Das Presbyterium wurde 1731 überdacht. Die erste heilige Messe fand am 10. August 1733 statt. Der Kirchenstifter, der nur wenige Wochen zuvor gestorben war, fand seine letzte Ruhestätte in der Krypta. 1733 begann auch der Abriss der alten Kirche, deren Steine für den Neubau verwendet wurden. 1790 wurde der alte Friedhof auf der Nordseite der Kirche aufgelassen. 1812 fiel das Patronatsrecht an die Stadt Elbogen.
Restaurierungen fanden 1865, 1890 und 1930 statt. In der zweiten Hälfte des 19. Jahrhunderts waren zwei Priester für die Pfarrei tätig. Letzter deutscher Pfarrer war bis 1945 der gebürtige Chodauer Ferdinand Brändl. Nach der Vertreibung der deutschen Bevölkerung blieb die Kirche unbenutzt und befand sich Ende der 1960er Jahre in einem renovierungsbedürftigen Zustand. Unterhalb des Kirchhügels wurden Fertighäuser errichtet, was sich erneut negativ auf das Kirchenfundament auswirkte. Um einen drohenden Einsturz zu verhindern, wurden in den 1970er Jahren dringende Instandsetzungsarbeiten vorgenommen. Seit 2005 ist die Kirche Eigentum der Stadt Chodov. Weitere Renovierungsarbeiten sind in Planung.

## Beschreibung
Der Eingang zur einschiffigen Barockkirche mit einem nach Osten ausgerichteten Presbyterium erfolgt über die Südseite des Kirchenschiffes. Über der Westfassade befindet sich ein 35 Meter hoher prismatischer Turm. Das Innere ist durch Pilaster unterteilt. Seitlich des Presbyteriums liegen die Sakristei und ein Oratorium.

## Ausstattung

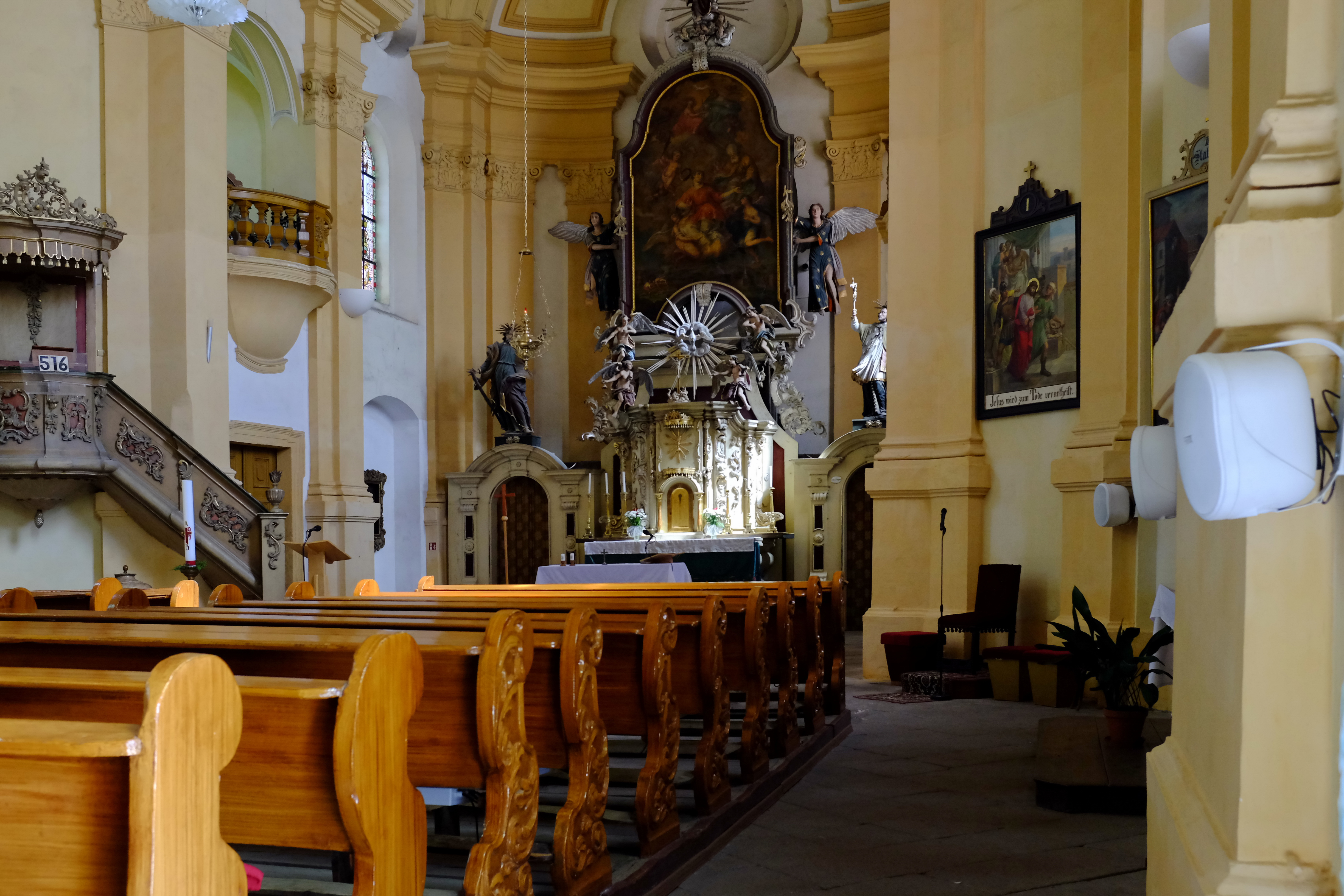
Innenraum

### Fresken
Die Wände und Decken gestaltete der Maler Paul Mayer. Die Kuppelfresko im Presbyterium „Krönung der Jungfrau Maria“ ist ein Werk des Barockmalers Elias Dollhopf. Das ursprüngliche Deckengemälde im Kirchenschiff ging beim Wiederaufbau in der zweiten Hälfte des 20. Jahrhunderts verloren.

### Altäre
Der Hauptaltar stammt aus dem Jahr 1835, die Schnitzarbeiten führte Joseph Fischer aus Elbogen aus. Das Altargemälde „Passion des heiligen Laurentius“ schuf der Maler Christoph Maurus Fuchs aus Tirschenreuth. An den Wänden des Kirchenschiffs befinden sich zwei Marienaltäre, die Altäre des heiligen Aloisius sowie der Altar des heiligsten Herzens des Herrn. An den Wänden des Kirchenschiffs hängen Bilder einer Kreuzwegstation aus den 1840er Jahren. Die Buntglasfenster wurden Anfang des 20. Jahrhunderts von einem Unternehmer aus Chodau gespendet.

### Grabplatten
Der Turms beherbergt im Erdgeschoss ein steinernes Renaissance-Epitaph von Bernhard Unruh aus dem Jahr 1573, mit der Inschrift: „DREY VND SIEBEN / ZICK IAR DAMALS / MAN ZELT IST / ALS DIESER JVNGER / BERNHARDT VNRV / HER SCHIED VON / DIESER WELT / IN DER ZWO VND / VIRZIGISTEN / WOCHEN SEIN / ALTER BESCHLOS / GOTT TROSTE / IHN AN ABRAHAMS / SCHOSZ“. In der Krypta liegen insgesamt zehn Personen der Adelsfamilie Flamm von Plankenheim begraben.

## Geläut
Im Kirchturm hängt eine mit Reliefs verzierte Glocke des Pilsener Glockengießers Melchior Matthias Michelin aus dem Jahr 1658, die noch vom Vorgängerbau stammt. Sie hat einen Durchmesser von 74, 5 cm und eine Höhe von 72 cm und trägt die Inschrift: „† AD MAJOREM DEI GLORIAM ET HONOREM BEATISSIMAE VIRGINIS MARIAE AC S. LAVRENTII IUSSU GENEROSI / DOMINI IOANNIS GUILIELMI PLANCKENHEIMB PRO TEMPORE COLLATORIS HUIUS TEMPLI KODAVIENSIS A(nn)O XPI 1658“ und darunter: „MELCHIOR MATTHAEUS MICHELIN BÜRGER ZU PILSEN HAT MICH GOSSEN“. 1917 wurden zwei Glocken entnommen und zu Kriegszwecken eingeschmolzen. Zum 340. Laurentiusfest in Chodov 2017 erfolgte die Weihe zwei neuer Kirchenglocken. Zu dem Fest waren auch die Abordnungen der Partnerstädte Oelsnitz im Erzgebirge und Waldsassen eingeladen.